# Coupe William Jones
Ne doit pas être confondu avec Coupe intercontinentale de basket-ball.
La Coupe R. William Jones, également connue sous le nom de Coupe Jones (R. William Jones Cup en anglais) est un tournoi international de basket-ball qui se tient chaque année à Taipei, Taiwan. Elle est nommée en l'honneur de l'un des promoteurs du basket-ball et l'un des fondateurs de la FIBA, Renato William Jones.
Des équipes de clubs, universitaires et des sélections nationales sont invitées de par le monde entier, essentiellement d'Asie et d'Amérique du Nord.
La compétition ne s'est pas tenue en 2003 pour cause d'épidémie de SRAS en Asie.

## Palmarès
| Année | Champion                     | Deuxième                    | Troisième          |
| ----- | ---------------------------- | --------------------------- | ------------------ |
| 1977  | American Challenger          | Eagles d'Eastern Washington | Flying Camel       |
| 1978  | American Buluside            | Corée du Sud                | American College   |
| 1979  | Ne s'est pas tenue           | Ne s'est pas tenue          | Ne s'est pas tenue |
| 1980  | Suède                        | États-Unis                  | Panama             |
| 1981  | Northern Consolidated Cement | Suède                       | France             |
| 1982  | États-Unis                   | Canada                      | France             |
| 1983  | États-Unis                   | Écosse                      | Italie             |
| 1984  | États-Unis                   | Canada                      | Pays-Bas           |
| 1985  | San Miguel Beer              | États-Unis                  | Suède              |
| 1986  | États-Unis                   | Corée du Sud                | Japon              |
| 1987  | RFA                          | États-Unis                  | Australie          |
| 1988  | États-Unis                   | Australie                   | Corée du Sud       |
| 1989  | Ne s'est pas tenue           | Ne s'est pas tenue          | Ne s'est pas tenue |
| 1990  | Mexique                      | Pologne                     | États-Unis         |
| 1991  | États-Unis                   | URSS                        | Corée du Sud       |
| 1992  | Marathon Oil                 | USK Prague                  | États-Unis         |
| 1993  | Université d'Hawaï           | Hung Kuo                    | Ukraine Sparta     |
| 1994  | États-Unis                   | Yulong                      | Hongrie            |
| 1995  | États-Unis                   | Slovaquie                   | Macro states       |
| 1996  | Canada                       | Russie                      | États-Unis         |
| 1997  | Kangoo Jumps                 | BC Lietuvos Rytas           | Guanghua           |
| 1998  | Philippine Centennial Team   | Taïwan                      | Corée du Sud       |
| 1999  | Corée du Sud                 | Taïwan                      | Nouvelle-Zélande   |
| 2000  | Nouvelle-Zélande             | Corée du Sud                | Taïwan             |
| 2001  | Taïwan                       | Corée du Sud                | Russie             |
| 2002  | Great Mates                  | Canada                      | Japon              |
| 2003  | Ne s'est pas tenue           | Ne s'est pas tenue          | Ne s'est pas tenue |
| 2004  | Taïwan White                 | Canada                      | Perth Wildcats     |
| 2005  | Passing Lane                 | Taïwan                      | Philippines        |
| 2006  | Athletes in Action           | Canada                      | Qatar              |
| 2007  | Jordanie                     | Liban                       | Philippines        |
| 2008  | Jordanie                     | États-Unis                  | Australie          |
| 2009  | Iran                         | Jordanie                    | Liban              |
| 2010  | Iran                         | Liban                       | Japon              |
| 2011  | Iran                         | Corée du Sud                | Philippines        |
| 2018  | Canada                       | Iran                        | Corée du Sud       |